# Niels van Steenis
Niels Henning van Steenis est un rameur néerlandais né le 3 novembre 1969 à Groningue.

## Biographie
Niels van Steenis est sacré champion olympique en huit lors des Jeux olympiques d'été de 1996 à Atlanta avec Diederik Simon, Michiel Bartman, Koos Maasdijk, Ronald Florijn, Niels van der Zwan, Nico Rienks, Jeroen Duyster et Henk-Jan Zwolle.

## Palmarès
- Jeux olympiques d'été de 1996 à Atlanta
  -  Médaille d'or en huit